# Мехмеди, Адмир
А́дмир Мехме́ди (алб. Admir Mehmedi; 16 марта 1991, Гостивар, Югославия) — бывший швейцарский и македонский футболист, атакующий полузащитник. Бывший игрок сборной Швейцарии.

## Биография
Адмир родился в мусульманской семье албанцев.
Его семья вскоре эмигрировала в Швейцарию, где он и начал заниматься футболом — в юношеских командах сначала «Беллинцоны», затем «Винтертура».

## Клубная карьера
В 2006 году Адмир перешёл в футбольный клуб «Цюрих». В 2008 году, завоевав доверие тренера, попал в основной состав. В первом своем сезоне на профессиональном уровне, Мехмеди сыграл за свой клуб в 15 матчах во всех турнирах, забив в них 2 мяча. Стал чемпионом Швейцарии 2008/09 в составе «Цюриха». В сезоне 2009/10 сыграл за «Цюрих» в 26 матчах, в которых шесть раз поразил ворота соперников. Сезон 2010/11 можно назвать лучшим для футболиста в составе «Цюриха». Он провел за клуб 33 матча в чемпионате, в которых забил 10 мячей. Также он провел 4 матча в Кубке Швейцарии, забив в этих играх 3 гола. В сезоне 2011/12 футболист сыграл за команду 21 матч и забил в них 7 голов.
6 января 2012 года Адмир заключил с киевским «Динамо» контракт, рассчитанный до 30 июня 2016 года.
Дебютировал в составе «Динамо» 4 марта в матче украинской Премьер-Лиги с киевским «Арсеналом». Футболист вышел на поле в стартовом составе, но на 76 минуте игры был заменен бразильцем Дуду. 11 марта, в матче с «Кривбассом», Адмир забил свой единственный мяч за «Динамо» в официальных играх. Случилось это на четвёртой добавленной минуте встречи, после передачи Андрея Ярмоленко.
9 июля 2013 года Мехмеди был отправлен в аренду во «Фрайбург» сроком на один год, за который, в период аренды, Адмир забил 12 голов в 32 сыгранных матчах.
26 мая 2014 года «Фрайбург» выкупил права на Мехмеди у киевского «Динамо». 11 июня 2015 года Мехмеди перешёл в «Байер 04», подписав контракт до 2019 года. 31 января 2018 года перешёл в «Вольфсбург». Контракт Мехмеди рассчитан до конца июня 2022 года.

## Международная карьера
Выступал за сборные Швейцарии начиная от команды до 16 лет и заканчивая командой до 21 года. Серебряный призёр молодёжного (до 21 года) первенства Европы 2011 года. В мае 2011 года был впервые приглашен в первую сборную Швейцарии. 4 июня того же года, в матче отборочного цикла к Евро 2012 со сборной Англии дебютировал за национальную команду. Адмир вышел в этом матче на замену на 74 минуте вместо форварда Эрена Дердийока.
26 мая 2012 года в товарищеском матче со сборной Германии (5:3), Адмир забил свой первый гол за национальную сборную. Футболист поразил ворота немцев на 77-й минуте встречи.
Мехмеди был включен в заявку сборной страны на поездку в Лондон на Олимпийские игры. В первом матче, против сборной Габона, Адмир реализовал пенальти, который позволил его команде добиться ничьей.
29 июня 2021 года на чемпионате Европы в матче 1/8 финала против сборной Франции реализовал последний пенальти в послематчевой серии, который в итоге стал победным (3:3, пен. 5:4). Сборная Швейцарии впервые в своей истории выиграла матч плей-офф на чемпионатах Европы.

## Достижения
«Цюрих»
- Чемпион Швейцарии: 2008/09
- Серебряный призёр чемпионата Швейцарии: 2010/11

«Динамо» (Киев)
- Серебряный призёр чемпионата Украины: 2011/12
- Бронзовый призёр чемпионата Украины: 2012/13